# Waldheimia tridactylites
Waldheimia tridactylites là một loài thực vật có hoa trong họ Cúc. Loài này được Kar. & Kir. miêu tả khoa học đầu tiên năm 1842.